# Hypostrotia cinerea
Hypostrotia cinerea là một loài bướm đêm trong họ Erebidae.